# Erick Mombaerts
Erick Mombaerts (nacido el 21 de abril de 1955) es un entrenador francés de fútbol.
Dirigió en equipos como el París Saint-Germain, Guingamp, Cannes, Toulouse, Le Havre y Yokohama F. Marinos.

## Clubes

### Como entrenador
| Club                | País      | Año       |
| ------------------- | --------- | --------- |
| París Saint-Germain | Francia   | 1987-1988 |
| Guingamp            | Francia   | 1989-1990 |
| Cannes              | Francia   | 1992      |
| Toulouse            | Francia   | 2001-2006 |
| Francia sub-18      | Francia   | 2007-2008 |
| Francia sub-21      | Francia   | 2008-2012 |
| Le Havre            | Francia   | 2012-2014 |
| Yokohama F. Marinos | Japón     | 2015-2017 |
| Melbourne City      | Australia | 2019-2020 |